# Maria Elena Boschi

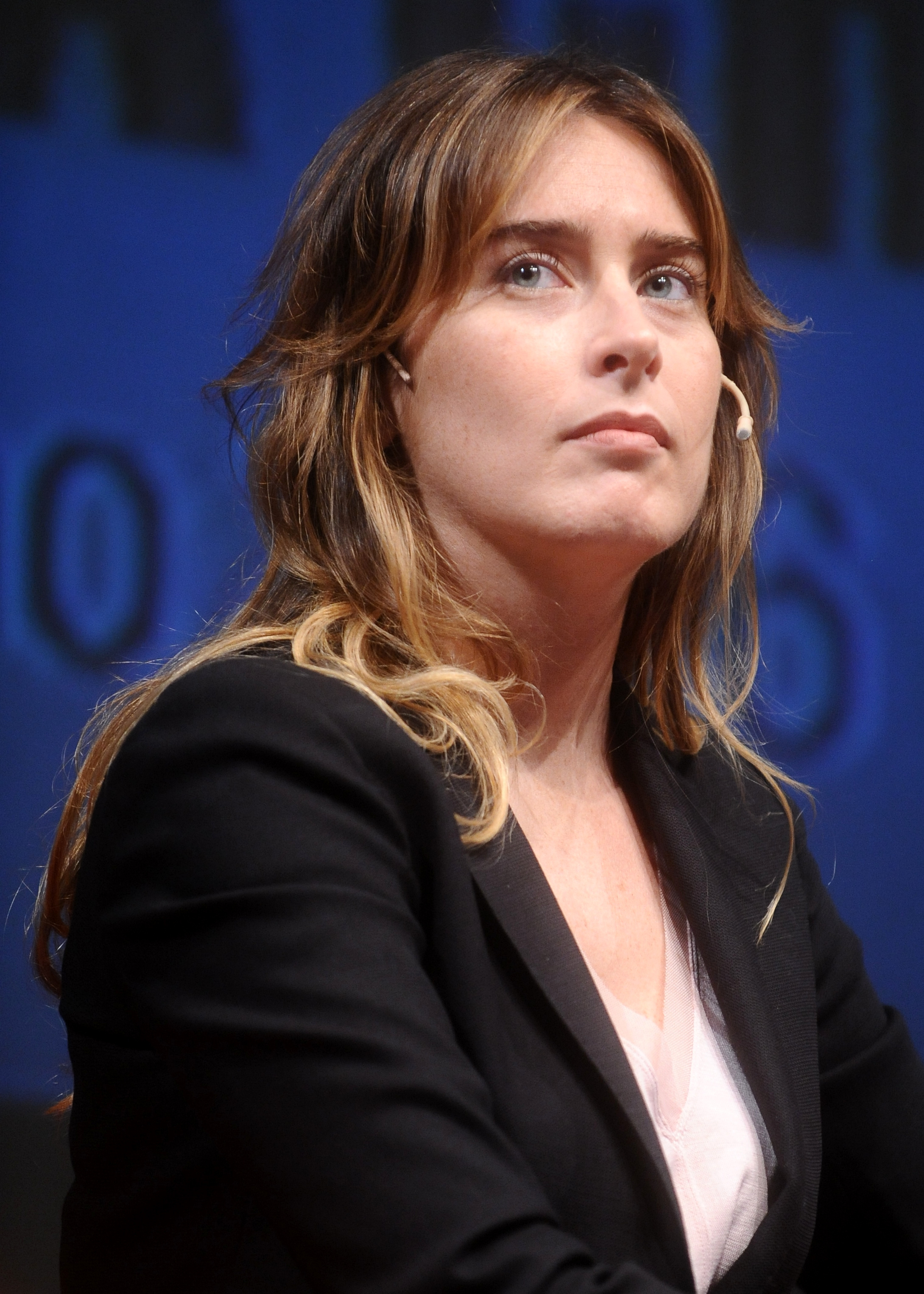
Maria Elena Boschi (2016)

Maria Elena Boschi ([maˈriːa ˈeːlena ˈboski]; * 24. Januar 1981 in Montevarchi, Provinz Arezzo) ist eine italienische Politikerin. Sie ist seit 2013 Mitglied der Camera dei deputati und war von 2014 bis 2016 Ministerin für Verfassungsreformen.
Bis September 2019 war sie Mitglied in der Partito Democratico (PD), schloss sich dann jedoch der von Matteo Renzi gegründeten Partei Italia Viva an.

## Biographie
Boschi engagierte sich in ihrer Jugend in der katholischen Kirche, war Ministrantin, Katechetin und nahm an den Weltjugendtagen 1997 und 2000 teil. Sie schloss ihr Jurastudium an der Universität Florenz mit der Bestnote ab und machte einen Master in Gesellschaftsrecht. Anschließend arbeitete sie als Rechtsanwältin für Handels-, Gesellschafts- und Bankenrecht. Von 2009 bis 2013 war sie Vorstandsmitglied des toskanischen Wasserversorgungsunternehmens Publiacqua.
Boschi begann ihr politisches Engagement 2008 als Wahlkämpferin für Michele Ventura, der bei der Vorwahl um die Bürgermeisterkandidatur der Partito Democratico Matteo Renzi unterlag. Sie gehörte dem Vorstand des Florentiner Stadtverbands der PD an. Bei den Vorwahlen des Mitte-links-Bündnisses im Jahre 2012 unterstützte sie dann die Kandidatur Renzis.
Bei den Parlamentswahlen im Februar 2013 wurde sie als Vertreterin der Toskana in die italienische Abgeordnetenkammer gewählt. Dort gehörte sie dem Ausschuss für Verfassungsfragen an und fungierte 2013–14 als dessen Sekretärin. Am 9. Dezember 2013 wurde sie unter dem neugewählten PD-Parteivorsitzenden Matteo Renzi Mitglied im PD-Landesvorstand. Im Kabinett Renzi war sie vom 22. Februar 2014 bis zum 12. Dezember 2016 Ministerin für Verfassungsreformen und Beziehungen zum Parlament.
Die beiden Kammern des italienischen Parlaments beschlossen 2015/2016 eine umfangreiche Verfassungsreform, die von Matteo Renzi und Maria Elena Boschi initiiert worden war, allerdings in der Folge in einem Verfassungsreferendum im Dezember 2016 abgelehnt wurde, woraufhin die Regierung Renzi zurücktrat. Im folgenden Kabinett Gentiloni diente sie bis 2018 als Sekretär des italienischen Ministerrats im Ministerratspräsidium.
Bei den Parlamentswahlen 2018 zog sie mit 41 % der Stimmen im Südtiroler Einerwahlkreis Bozen in die Abgeordnetenkammer ein. In dieser Legislaturperiode gehörte sie dem Haushaltsausschuss an und war Delegierte in der Parlamentarischen Versammlung des Europarates.